# День шахтёра
День шахтёра — профессиональный праздник шахтёров, история которого началась во времена Советского Союза; после распада СССР по-прежнему отмечается в России, Белоруссии, Эстонии, Узбекистане, Казахстане, Украине и в Киргизии в последнее воскресенье августа.

## История праздника
В ночь с 30 на 31 августа 1935 года, в городе Ирмино, на шахте «Центральная-Ирмино» , позже "22-го съезда" шахтёр Алексей Стаханов установил рекорд (добыл 102 тонн угля при норме в 7 тонн), послуживший началом стахановского движения.
Праздник отмечается на территории бывшего Советского Союза.
Официально праздник утверждён в СССР по предложению министров угольной промышленности Д. Г. Оника и А. Ф. Засядько 10 сентября 1947 года. Первое празднование Дня шахтёра состоялось 29 августа 1948 года. В начале года министр издал приказ «О подготовке к празднику День шахтёра».
В нём отмечалось, что все работники угольной промышленности должны встретить праздник производственными достижениями и улучшением жилищно-бытовых условий, были определены меры по укреплению трудовой дисциплины, вводу в работу новых машин, ускорению строительства и реконструкции шахт, даны задания по подготовке материалов для награждения особо отличившихся в труде шахтёров. В день шахтёра в Москве было проведено торжественное заседание, на котором было принято обязательство добиться в 1949 году успехов в работе.
Для некоторых городов и посёлков День шахтёра является главным праздником и отмечается концертами под открытым небом и народными гуляниями: Анжеро-Судженск, Антрацит, Артём, Брянка, Воркута, Горловка, Гуково, Джебарики-Хая, Донецк, Дровяная, Заполярный, Инта, Караганда, Кемерово, Кировск, Кировск/Голубовка (Луганская область), Киселёвск, Копейск, Кохтла-Ярве, Краснодон, Молодогвардейск, Кривой Рог, Ленинск-Кузнецкий, Луганск, Макеевка, Междуреченск, Назарово, Нерюнгри, Новая Чара, Новокузнецк, Новошахтинск, Павлоград, Первомайск, Першотравенск, Прокопьевск, Свердловск, Ровеньки, Североуральск, Снежное, Селидово, Соледар, Стаханов, Суходольск, Терновка, Торез, Торецк, Шарыпово, Шахтёрск, Шахтинск, Шахты, Шерловая Гора, Экибастуз, Мыски, Баренцбург
В Кимовске (Тульская область), Берёзовском, Горловке, Доброполье, Донецке, Киселёвске, Краснокаменске, Макеевке, Прокопьевске, Солигорске, Соль-Илецке, Сосенском (Калужская область), Торезе, Черемхово, Шахтинске (Карагандинская область) и  Шахтёрске День города и День шахтёра (то есть День города празднуется в честь Дня шахтёра) проходят одновременно.

## День шахтёра в Кузбассе
В Кемеровской области с 2001 года выбирается столица празднования Дня шахтёра:
- 1976 — 29 августа — Прокопьевск[1]
- 2001 — 26 августа — Прокопьевск
- 2002 — 25 августа — Ленинск-Кузнецкий
- 2003 — 31 августа — Белово
- 2004 — 29 августа — Осинники
- 2005 — 28 августа — Кемерово
- 2006 — 27 августа — Киселёвск
- 2007 — 26 августа — Анжеро-Судженск
- 2008 — 31 августа — Полысаево
- 2009 — 30 августа — Берёзовский
- 2010 — 29 августа — Краснобродский
- 2011 — 28 августа — Калтан
- 2012 — 26 августа — Мыски
- 2013 — 25 августа — Ленинск-Кузнецкий
- 2014 — 31 августа — Новокузнецк
- 2015 — 30 августа — Прокопьевск
- 2016 — 28 августа — Кемерово
- 2017 — 27 августа — Междуреченск
- 2018 — 26 августа — Шерегеш
- 2019 — 25 августа — Гурьевск
- 2020 — 30 августа — Белово
- 2021 — 29 августа — Киселёвск
- 2022 — 28 августа — Полысаево
- 2023 — 27 августа — Кемеровский район
- 2024 — 25 августа — Новокузнецкий район

В Кемеровскую область на этот праздник приезжают выступать известные музыкальные коллективы и другие народные артисты. Завершается торжество праздничным салютом.

## В зарубежных странах
В Польше День шахтёра совпадает с Варвариным днём (Барбурка, в католицизме 4 декабря) и отмечается в начале зимы.

## В филателии

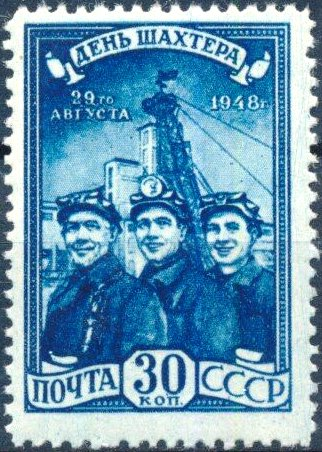
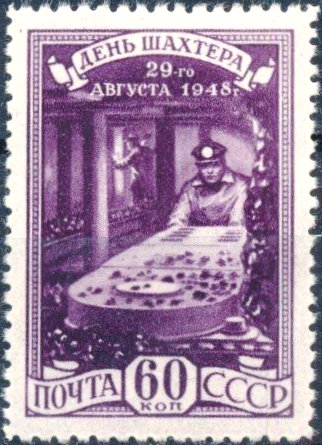
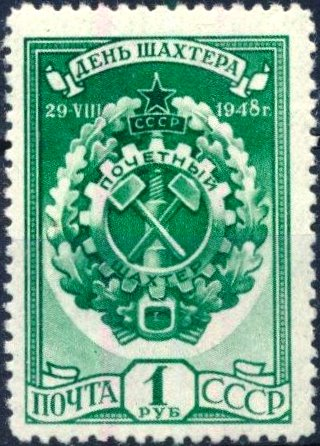
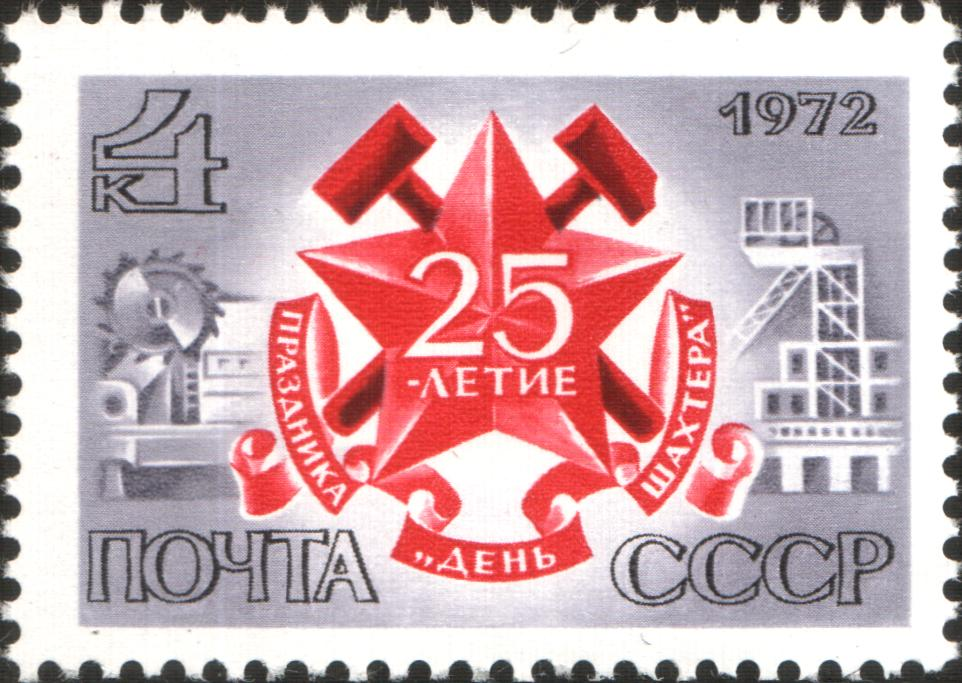
Почтовая марка «25-летие дня шахтёра». СССР, 1972.
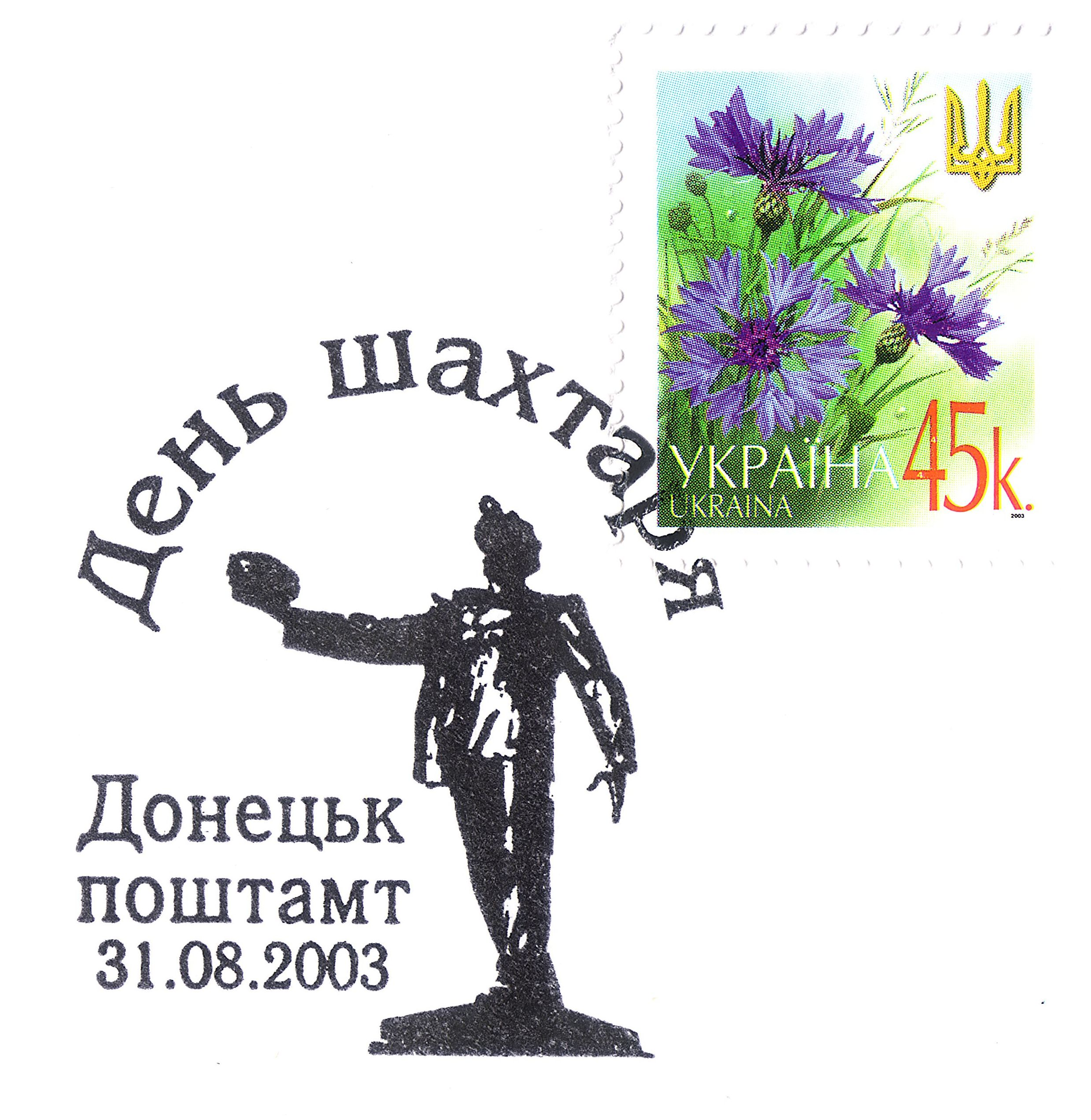
Спецгашение «День шахтёра». Донецк, 31.08.2003.

## В кондитерском производстве
К профессиональному празднику, Мастерская шоколада "ЗОЛОТАЯ КАРТА" (г. Киселёвск), выпускает плитки шоколада до 2500гр, с рельефным изображением выходящих из забоя шахтеров и надписью "День шахтера".